# صاروخ ذو وقود صلب

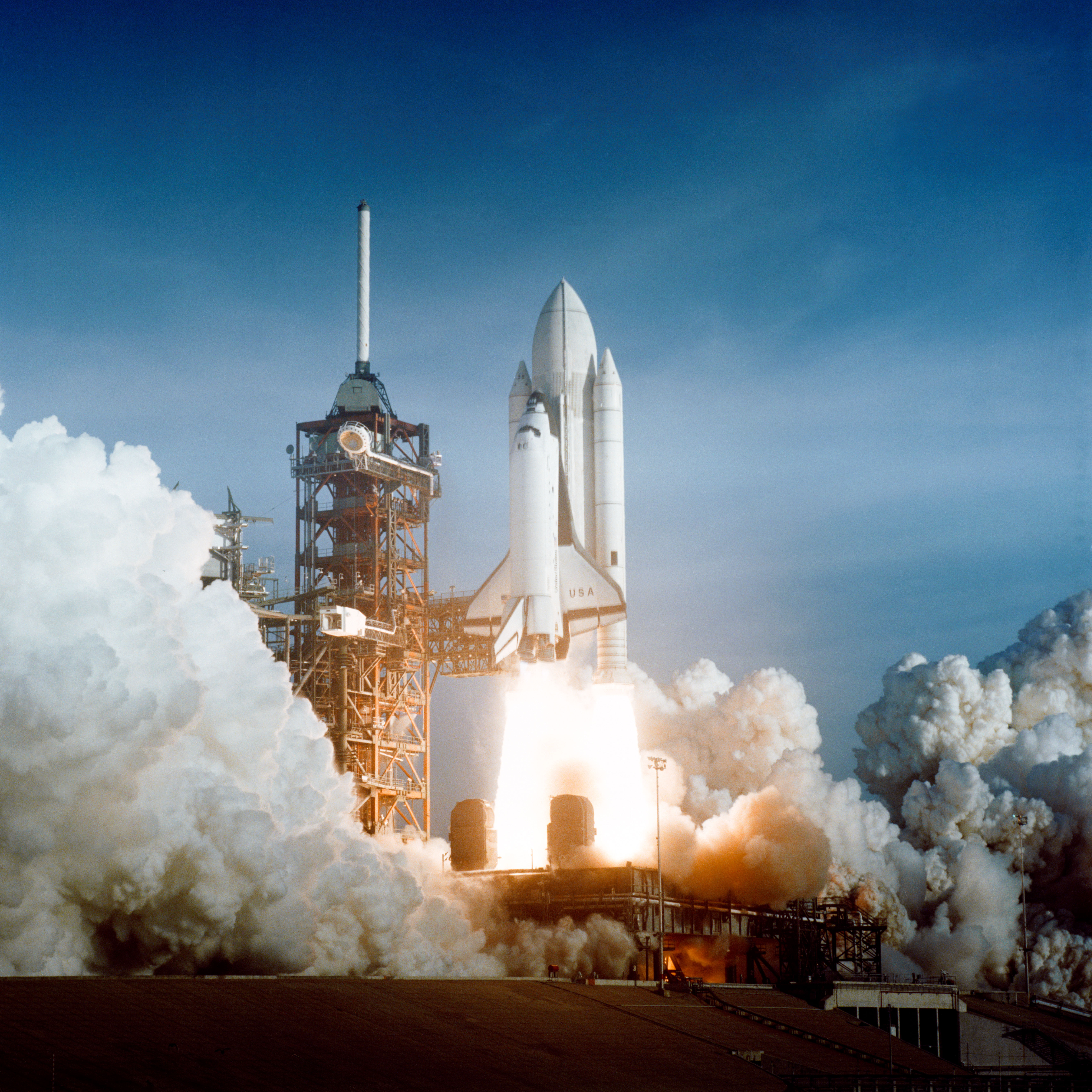
لحظة إقلاع مكوك فضاء لوكالة ناسا بواسطة صاروخين بالوقود الصلب يلقيهما في المحيط ويكمل رحلته بالوقود السائل المخزون في الخزان العملاق المتصل به.

صاروخ الداسر الصلب أو الصاروخ ذو الوقود الصلب  هو نوع من الصواريخ مزود بالوقود الصلب المكون من مادة مؤكسدة ومادة مختزلة. بعكس الصاروخ ذي الوقود السائل (انظر محرك صاروخي) والذي يحتوي على خزانات منفصلة لتلك المواد وتُضخ سويًّا في غرفة الاحتراق عند الإقلاع وأثناء الطيران. كما توجد صواريخ تعمل بالوقودين الصلب والسائل. وأول صواريخ تعمل بالوقود الصلب كانت تستعمل البارود حيث استعمله الصينيون والعرب في حروبهم في القرن الثالث عشر.
وقد عُرفت الصواريخ الأولى بأنها كانت صواريخا ذات وقود صلب وظل استخدامها وقتا طويلا. ورغم تفوق الصواريخ الحديثة التي تعمل بالوقود السائل، إلا أن للصواريخ ذات الوقود الصلب تطبيقات خاصة تناسبها.

## التقنية

محرك الصاروخ ذو الوقود الصلب ، ويبدأ الاشتعال في مقدمة الوقود.

يتكون المحرك البسيط للصاروخ ذي الوقود الصلب من هيكل الصاروخ، والمنفث De Laval nozzle ، وشحنة الوقود الصلب وبادئ الاشتعال .
ويحترق الوقود الصلب طبقا لعملية اشتعال محسوبة وينشأ عنها غازات العادم . ويصمم المنفث بحيث يحافظ على ضغط معين للغاز الساخن في غرفة الاشتعال ويسمح في نفس الوقت بخروجه من المنفث بحيث يتولد الدفع.
فعندما يشتعل الوقود فلا يمكن اطفاءه في المحركات البسيطة، ذلك لأنه يحتوي على جميع المركبات اللازمة للاشتعال (مثل عود الكبريت). وتوجد أنواع حديثة من تلك الصواريخ ذات الوقود الصلب يمكن وقف الاشتعال فيها وإعادة إشعالها وذلك بواسطة تصميم خاص للمنفث، أو عن طريق تجهيزات لقاعدة الإقلاع . كما توجد محركات صاروخية مترددة، تشتعل على قطاعات حينما يُرغب في ذلك .

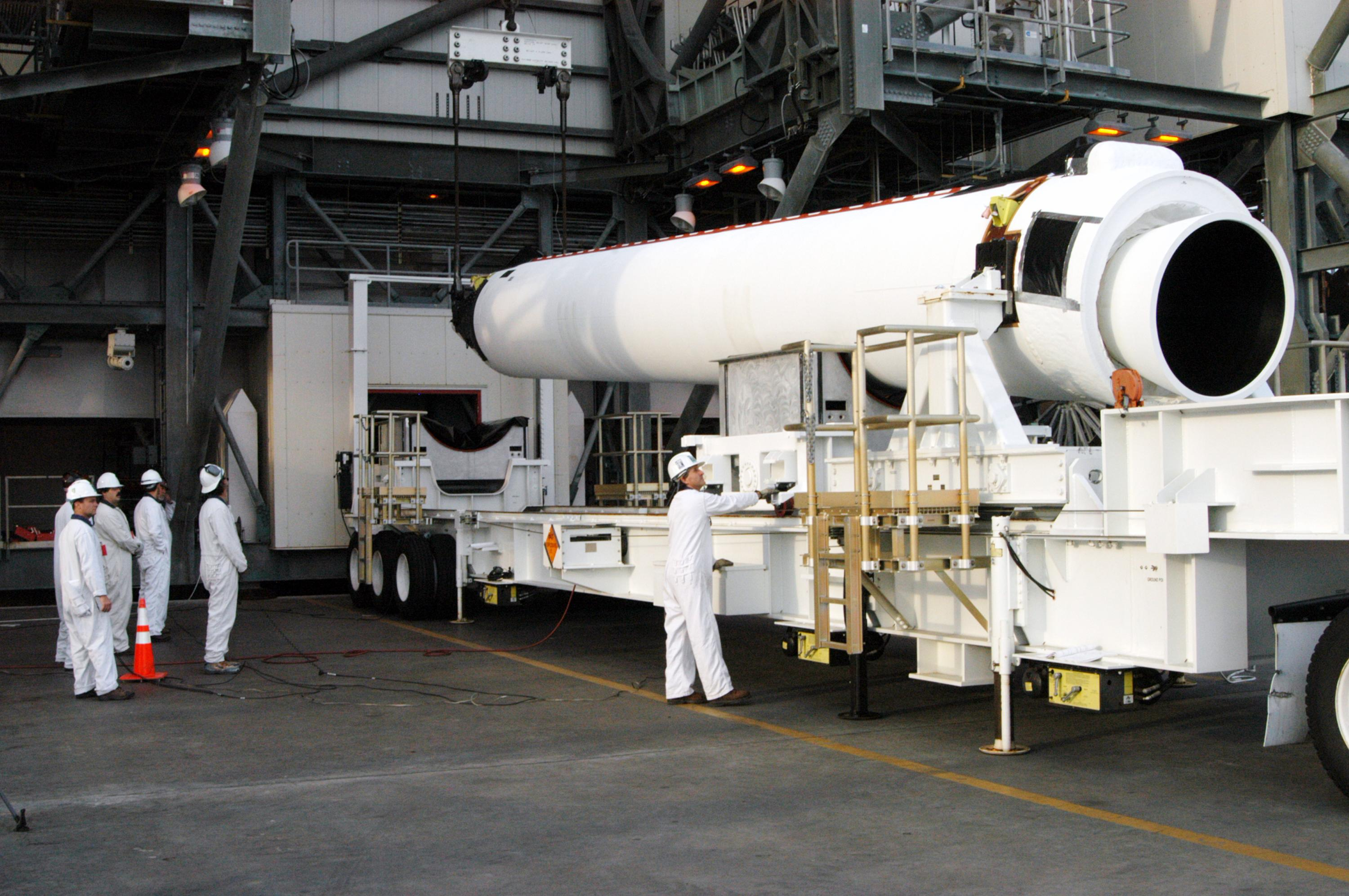
أحد معززات الوقود الصلب لصاروخ Delta IV

وتحتوي التصميمات الحديثة على منفث (وهناك من يسميه خرطوشة أو نافث) للتوجيه والتحكم أثناء الطيران، كما تحتوي على وسائل للاسترجاع لعودة الاستعمال مثل المظلات، أو أجهزة لتفجير الصاروخ ذاتيا، أو أجهزة مساعدة مثل محركات لضبط الاتجاه وتفادي العوائق أو لضبط الارتفاع وكذلك مواد أخرى تعمل بالتحكم الحراري.

## المنفث (دي لافال De Laval)

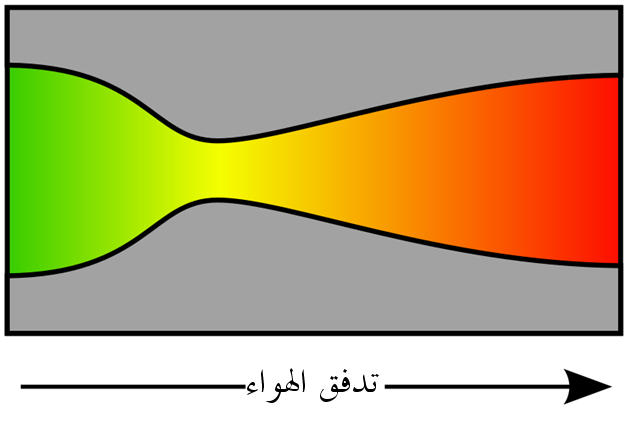
منفث لافال ،و يبين السهم اتجاه خروج غاز الاحتراق الساخن المنطلق (ليس هواء!).

منفث دي لافال يسمي باسم مخترعه السويدي كارل جوستاف دي لافال عام 1878 وكان أصلا يستعمل في التوربينات البخارية . وهو منفث قمعي الشكل يضيق في الوسط وينفرج من الطرف الآخر حيث يخرج الغاز . هذا التصميم يزيد من سرعة اندفاع الغاز فوق سرعة الصوت من دون حدوث تقطع في الكثافة أو الدفع . وتبلغ سرعة اندفاع الغاز خارج غرفة الاحتراق أقصاها عند أضيق مقطع للمنفث .
وتستخدم منفث لافال منذ اختراع الصاروخ الألماني (فاو-2) V2 في أوائل الأربعينيات من القرن الماضي ولايزال يستخدم في الصواريخ الحديثة .

## تعيين دفع الغاز من المنفث

منحنيات منفث لافال : يبين تزايد سرعة الغاز الخارج (v) من المنفث ، انخفاض درجة حرارته (T) وانخفاض ضغطه (p)، في اتجاه اندفاعه. كما يزداد عدد ماخ (M) من تحت سرعة الصوت إلى سرعة الصوت عند عنق المنفث، ثم بسرعة فوق سرعة الصوت بعد المنفث.

لتعيين دفع الغاز من منفث لافال يحتاض عدة افتراضات:
- اعتبار أن الغاز غاز مثالي (عدم وجود احتكاك )
- اعتبار أن اندفاع الغاز يَحْصُلُ بدون تبادل حراري مع الوسط المحيط (أن تكون الانتروبية ثابتة ) ،
- اعتبار أن اندفاع الغاز ثابت طوال فترة اشتعال الوقود،
- أن يكون اندفاع الغاز موازيا لمحور المنفث،
- اعتبار أن الغاز قابل للضغط حتي عند السرعات العالية .

عندما يدخل الغاز المنفث تكون سرعته تحت سرعة الصوت. وعندما ينحصر الغاز عند عنق المنفث ترتفع سرعته حيث يكون مقطع المنفث عند حده الأدنى مما يجعل سرعة الغاز ترتفع إلى نخو سرعة الصوت . وبعدما يعبر الغاز العنق تبدأ مساحة المنفث في الازدياد مما يعمل على تمدد الغاز ويكتسب الغاز متواصلا سرعات فوق سرعة الصوت .
ويمكن حساب سرعة الغاز المندفع باستخدام المعادلة الآتية:
{\displaystyle V_{e}={\sqrt {\;{\frac {T\;R}{M}}\cdot {\frac {2\;k}{k-1}}\cdot {\bigg [}1-(P_{e}/P)^{(k-1)/k}{\bigg ]}}}}
| حيث:                  |                                                                       |
| {\displaystyle V_{e}} | = سرعة الغاز عند نهاية المنفث، متر/ثاتية m/s                          |
| {\displaystyle T}     | = درجة الحرارة المطلقة للغاز عند مدخل العنق كلفن،                     |
| {\displaystyle R}     | = ثابت الغازات = 8314.5 (جول/كيلو مول.كلفن [ J/kmol·K])               |
| {\displaystyle M}     | = الوزن الجزيئي للغاز كيلوجرام/كيلو مول kg/kmol                       |
| {\displaystyle k}     | = {\displaystyle c_{p}/c_{v}} = معامل تمدد الغاز عند ثبات الانتروبية، |
| {\displaystyle c_{p}} | = الحرارة النوعية للغاز عند ثبات الضغط،                               |
| {\displaystyle c_{v}} | = الحرارة النوعية للغاز عند ثبات الحجم،                               |
| {\displaystyle P_{e}} | = الضغط عند مخرج المنفث , باسكال                                      |
| {\displaystyle P}     | = ضغط الغاز عند دخوله المنفث باسكال.                                  |

وتبلغ سرعات اندفاع الغاز Ve من المنفث لأنواع مختلفة من المحركات كالآتي :
- 2.1 إلى 3.2 كيلومتر / ثانية (أي 4700 إلى 7200 ميل/ساعة ) للصاروخ ذو الوقود الصلب .

وبمقارنته بمحرك الصاروخ ذو الوقود السائل :
- 2.9 إلى 4.5 كيلومتر / ثانية (أي 6500 إلى 10100 ميل/ساعة ) وقود سائل، ثنائي المركبات .

ولنتذكر أن سرعة اندفاع الغاز خارجا من المنفث Ve قد حصلنا عليها بافتراض أن الغاز غازا مثاليا ً، ولهذا تسمى تلك السرعة  سرعة الغاز المثالي الخارج .

رسم صاروخ مبسط يعمل بالوقود الصلب
1. وقود صلب ذو تجويف أسطواني في المنتصف.
2. يقوم المشعل بإشعال النار في سطح الوقود.
3. التجويف الأسطواني يعمل بمثابةغرفة الاحتراق.
4. يتم خنق غاز العادم عن طريق تقييد في الجزء الضيق لتنظيم الدفع.
5. يخرج غاز العادم الساخن بسرعة فائقة من المنفث.

## الميزات
لا يحتوي الصاروخ ذو الوقود الصلب على أجزاء متحركة، بغض النظر عن إمكانية التحكم في مساره عن طريق منفثات Nozzles متحركة ، تعمل أيضا على تغيير اتجاه الصاروخ. وكذلك لا يحتوي على طلمبات أو توصيلات أنبوبية مما يجعله نسبيا خفيف الوزن . ويعبأ فيه الوقود الصلب ويخزن لحين الاستعمال مما يسهل مثلا استخدامه في الارصاد الجوية. ومن الناحية العسكرية فيُخَزَّن في آبار منتصبا بأعداد كبيرة، أو حمله على العربات الثقيلة والانتقال به. الصاروخ يعتبر جاهزا للانطلاق السريع.
والوقود الصلب يتيح سهولة التعامل، فهو لا يتسرب وبالتالى فلا ضرر منه على العاملين أو على البيئة . وعن طريق تشكيل الوقود الصلب يمكن معرفة خصائص اشتعاله وتطور الدفع له خلال الطيران، كما يمكن التحكم في فترة الطيران . وأحيانا يفوق دفع الصاروخ ذو الوقود الصلب دفع الصاروخ ذو الوقود السائل . كما يساعد الوقود الصلب على توازن الصاروخ بصفة عامة أثناء الطيران.
الصواريخ التي تعمل بالوقود السائل تكون عادة فارغة من الوقود وتحتاج لوقت طويل لمدها بالوقود السائل ، حتى تصبح جاهزة للإنطلاق.

## المساوئ
بسبب احتواء صاروخ الوقود الصلب على الوقود دائما فهو يشكل بعض الخطورة، وهو أثقل في الوزن عن صاروخ الوقود السائل المساوي له في القدرة، حيث يمكن نقل الصاروخ ذو الوقود السائل قبل تعبئته بالوقود .
وتندفع الغازات من صاروخ الوقود الصلب أقل سرعة عنها بالمقارنة بسرعة اندفاع الغاز من الصاروخ ذي الوقود السائل . وبما أن دفع الصاروخ هو حاصل ضرب كتلة الوقود المستهلكة في الثانية في سرعة الغاز المندفع، لا بد من استهلاك كمية أكبر من الوقود في الثانية لكي يبلغ دفع أعلى . وهذا يحتم فترة للدفع أقصر . كما لا يمكن التحكم في مقدار الدفع أثناء الطيران .
يشكل صاروخ الوقود الصلب بطولة غرفة الاحتراق، وينتج احتراق الوقود ضغطا عاليا داخل الصاروخ، مما يحتم استخدام الحديد الصلب لبناء جدران الصاروخ . وبما أنه على الجدران أن تتحمل ضغوطا أعلى كلما زاد حجم الصاروخ، فيـُضطر لبناء الجدران أكثر سمكا وبالتالى أكثر وزنا . وبذلك يرتفع وزن الصاروخ بالنسبة لوزن حمولته، بعكس صاروخ الوقود السائل الذي تزداد حمولته بكبر الصاروخ ذاته . ولذلك يكون الحد الأقصى لوزن الصاروخ ذي الوقود الصلب أقل منها بالمقارنة بالأنواع الأخرى من الصواريخ.
وتعتبر صواريخ الوقود الصلب أضر للبيئة عن الأنواع الأخرى، حيث تتولد عند الأشعال وبحسب الوقود المستخدم غازات مثل الكلور ، و كلوريدالهيدروجين، ومركبات الكبريت وغيرها من الغازات الضارة.